# Viking kötés

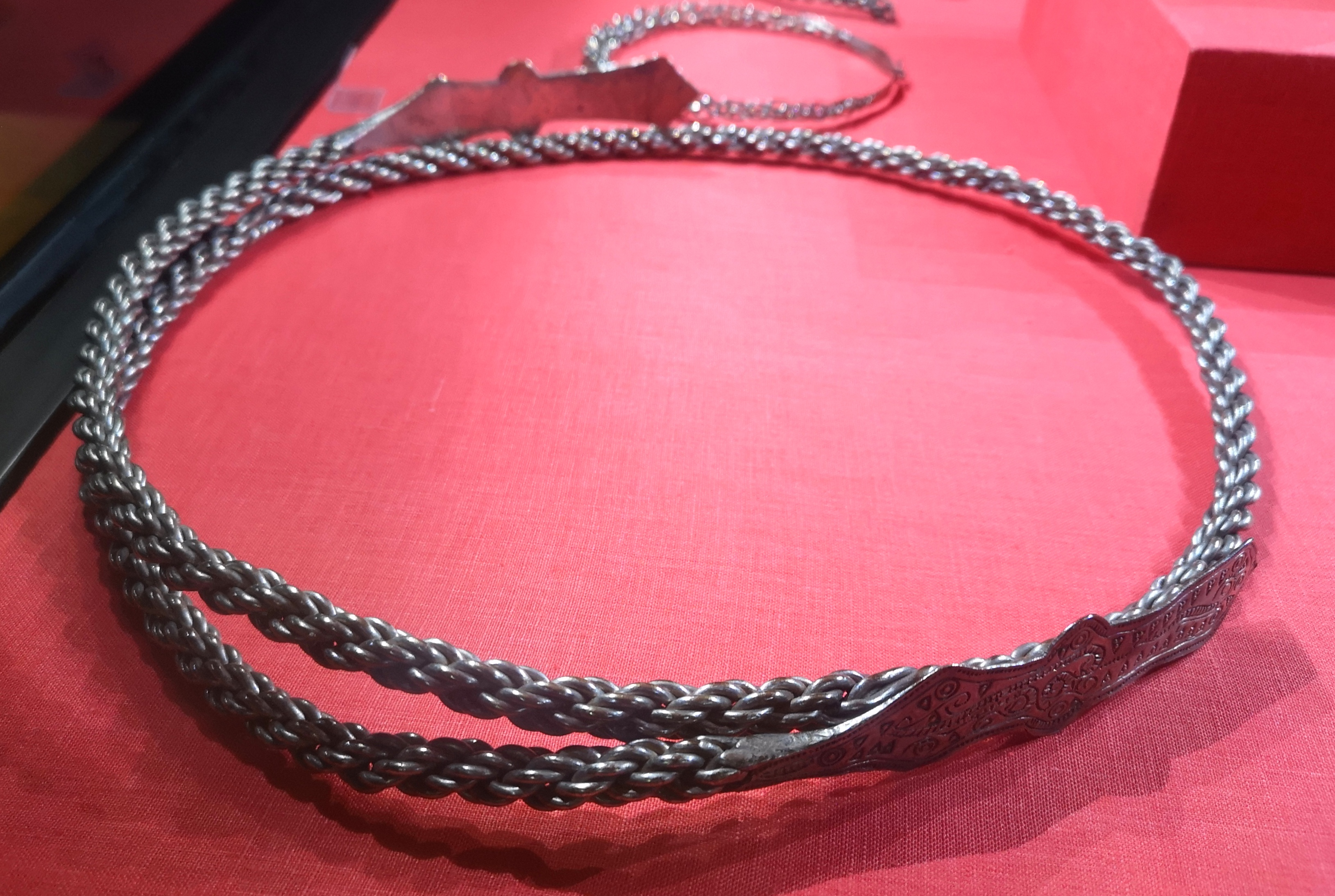
Viking ezüst nyaklánc

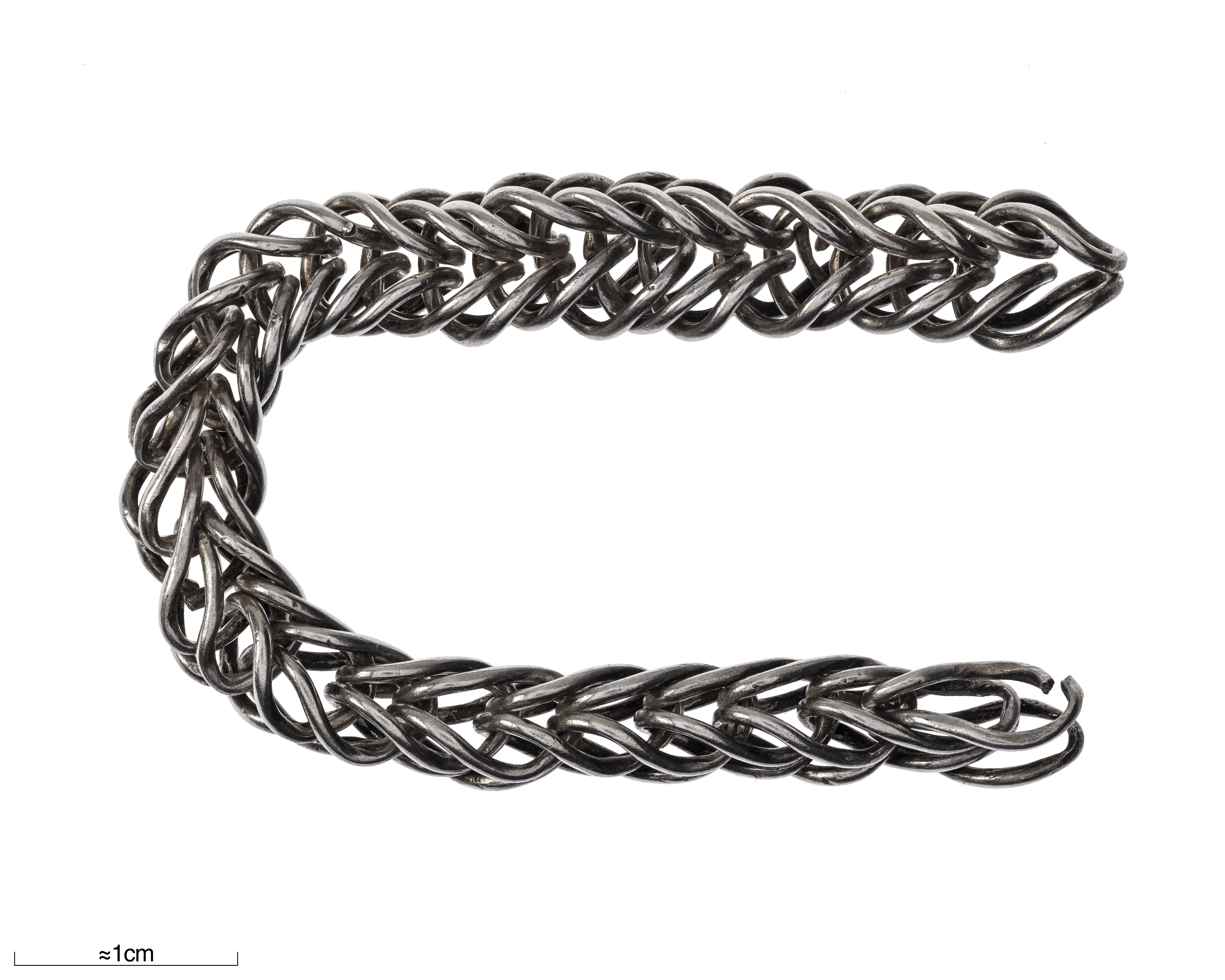
A viking kötés szerkezete

A viking kötés a zsinórkészítés egy ősi formája, amely eltér mind a kötéstől, mind a horgolástól. Olyan kézműves technika, amelynek eredménye csőszerű, a kötött kelméhez hasonló szerkezetet mutató zsinór.

## A viking kötés eredete
A viking kötés (más néven, ahogy idegen nyelvű szövegekben néhol szerepel: trichinopoly-chainwork) egy, az i. sz. 8–10. század között kialakult művészeti forma, amelyet gyakran az észak-európai népeknek tulajdonítanak, bár hasonló példáit az i. e. 1. századból származó görög, római és bizánci régészeti ásatási helyszíneken is megtalálták.
A vikingek vékony ezüsthuzalból készült ékszerei, nyakláncai, karkötői gyakran ezzel a technikával készültek.

## A viking kötés szerkezete
A viking kötés a vetülékrendszerű körkötött kelmék szerkezetéhez hasonlít, elvileg egyetlen szál huzalból készül és egymás mellett kialakított szemekből áll. Az egymást kölcsönösen összekulcsoló szemek azonban itt nem nyitott, hanem zárt hurkok, száraik egymást keresztezik. Ilyet ez idő szerint csak kézi munkával lehet készíteni, kötőgép erre nem ismert.

## A viking kötés, mint kedvtelésből végzett tevékenység
A viking kötés ma is népszerű a kedvtelésből (hobbiból) végzett tevékenységet művelők között, ékszerek, díszítőelemek készítésére használják, és ennek megfelelően jelentős szakirodalma és képgyűjteménye is van. Készítéséhez vékony, jól hajlítható fém- vagy műanyaghuzalokat, valamint néhány speciális szerszámot használnak.

## Jegyzet
1. ↑  A „Trichinopoly chainwork” elnevezés eredete a viking kötés értelmezésében nem világos. Trichnoloply a Merriam–Webster szótár szerint Trichinopoly[1], a Collins-szótár szerint Tiruchirapalli[2] egy dél-indiai város neve.

## További információ
Videó a viking kötés készítésének bemutatása